# Balanophora
Balanophora es un género con 99 especies descritas de plantas parásitas, perteneciente a la familia Balanophoraceae. 

## Descripción
Es una planta tuberosa portainjerto, a veces ramificada. Pedúnculos fuertes o no, generalmente solitarios, llevando sobre su parte media un involucro de escalas parcialmente connados en forma de hoja. Ovario ovoide o elipsoide, ± comprimido. Estilo 1, terminal de estigma.

## Taxonomía
El género fue descrito por J.R.Forst. & G.Forst.  y publicado en Characteres Generum Plantarum 50. 1775. La especie tipo es: Balanophora fungosa J.R. Forst. & G. Forst. 

## Especies seleccionadas
- Balanophora abbreviata
- Balanophora affinis
- Balanophora alutacea
- Balanophora alveolata
- Lista completa de especies